# Kalem Company
Die Kalem Company war eine 1907 in New York von dem Geschäftsmann George Kleine und den ehemaligen Biograph-Mitarbeitern Samuel Long und Frank J. Marion gegründete Filmproduktionsgesellschaft. Wichtigster Mitarbeiter war Regisseur Sidney Olcott, der Kalem von 1908 bis 1915 angehörte. 1917 wurde Kalem von Vitagraph übernommen.

## Geschichte
Die erste Produktion – The Sleigh Belle – entstand im Februar des Gründungsjahres. Wie die meisten Produktionen dieses und der folgenden Jahre war es ein „One-Reeler“, also ein einaktiger Kurzfilm. Da Kalem über keine eigenen Filmateliers verfügte, entstanden seine Filme im Freien oder in kurzfristig angemieteten Hallen. Der Produktionsablauf dieser Jahre sah vor, dass jede Woche mehrere dieser Einakter hergestellt und an Kinos oder Filmverleiher verkauft werden. Kalem erlebte ein erfolgreiches erstes Geschäftsjahr, sodass Long und Marion bald fähig waren, die Anteile von Kleine, der die Gründung als Finanzier unterstützte, zurückzukaufen.
Der Erfolg von Kalem basierte zu einem Großteil auf Mitarbeitern des ehemaligen Arbeitgebers von Long und Marion, der Biograph Company, von der Kalem gutes Personal abwerben konnte. Darunter 1908 auch der Regisseur Sidney Olcott, der für 10 Dollar pro Woche angestellt wurde und für einige große Erfolge der Gesellschaft verantwortlich zeichnete.
Als eine der ersten Filmgesellschaften etablierte Kalem während der Wintermonate eigene Ateliers in einer sonnigeren Gegend der USA, was in diesem Fall Florida, später jedoch fast nur noch Kalifornien (Hollywood) war. So begann auch Kalem bereits Ende des Jahres 1910 in Kalifornien die damals stark nachgefragten Western-Filme zu drehen und erwarb zu diesem Zweck ein Grundstück in Glendale bei Los Angeles. Aufgrund der erfolgreichen Produktion an diesem Standort und der andauernden Nachfrage nach Western-Filmen wurde bereits 1911 etwas südlicher, im an der Küste gelegenen und von Los Angeles umgebenen Stadt Santa Monica, ein weiteres Studio eröffnet. Die Produktion in Santa Monica wurde jedoch bereits im Oktober 1913 wieder aufgegeben, als Kalem die Essanay-Studios in East Hollywood erwarb.
Zu den größten Erfolgen des Studios gehörten zwischen 1914 und 1917 die „Ham and Bud“-Komödien mit Lloyd Hamilton und Bud Duncan als subversiv-schäbigem Tramp-Duo sowie die Action-Filmserie The Hazards of Helen mit Helen Holmes. Vorübergehend arbeiteten auch Allan Dwan und Mary Pickford für Kalem. 1915 verließ Olcott Kalem, um unabhängig Filme zu inszenieren. 1917 folgte die Übernahme durch Vitagraph.